# گورستان یل درمانی
گورستان یل درمانی مربوط به هزاره اول قبل از میلاد است و در شهرستان ورزقان، بخش مرکزی، دهستان ازومدل جنوبی، ۲ کیلومتری جنوب روستای مهترلو واقع شده و این اثر در تاریخ ۲۷ اسفند ۱۳۸۷ با شمارهٔ ثبت ۲۶۳۷۲ به‌عنوان یکی از آثار ملی ایران به ثبت رسیده است.